# Boxberg (Saxe)
Pour les articles homonymes, voir Boxberg.
Boxberg (en sorabe: Hamor) est une commune de Saxe (Allemagne), située dans l'arrondissement de Görlitz, dans le district de Dresde.

## Quartiers
- Bärwalde/Bjerwałd
- Boxberg/Hamor
- Drehna/Tranje
- Dürrbach/Dyrbach
- Jahmen/Jamno
- Kaschel/Košła
- Klein-Oelsa/Wolešnica
- Klein-Radisch/Radšowk
- Klitten/Klětno
- Kringelsdorf/Krynhelecy
- Mönau/Manjow
- Nochten/Wochozy
- Rauden/Rudej
- Reichwalde/Rychwałd
- Sprey/Sprjowje
- Tauer/Turjo
- Uhyst/Delni Wujězd
- Zimpel/Cympl

## Personnalités liées à la ville
- Friedrich Gottlob Leonhardi (1757-1814), écrivain né à Dürrbach.
- Jan Arnošt Smoler (1816-1884), philologue né à Merzdorf.